# Thái An (xã)
Thái An là một xã thuộc huyện Quản Bạ, tỉnh Hà Giang, Việt Nam.

## Địa lý
Xã Thái An có vị trí địa lý:
- Phía đông giáp huyện Yên Minh
- Phía tây giáp xã Đông Hà
- Phía nam giáp huyện Vị Xuyên
- Phía bắc giáp xã Lùng Tám.

Xã Thái An có diện tích 50,72 km²,dân số năm 2019 là 2.736 người, mật độ dân số đạt 54 người/km².

## Hành chính
Xã Thái An được chia thành 6 thôn: Lố Thàng 1, Lố Thàng 2, Cán Hồ, Lùng Hẩu, Séo Lủng 1, Séo Lủng 2.

## Lịch sử
Trước đây, Thái An là một xã thuộc huyện Vị Xuyên.
Ngày 15 tháng 12 năm 1962, Hội đồng Chính phủ ban hành Quyết định số 211-CP về việc thành lập huyện Quản Bạ trên cơ sở tách xã Thái An thuộc huyện Vị Xuyên.

## Kinh tế
Xã Thái An hiện nay có Hồ thủy điện Thái An, có Núi Ba Tiên (cao trên 2.000 m so với mực nước biển), mùa Đông có tuyết phủ, dưới chân có nhiều hang động đẹp, nguyên sơ, có di tích nuôi giấu cán bộ Cách mạng Đặng Việt Hưng và khu huấn luyện Đội du kích xã Thái An năm 1944. Người dân xã Thái An mặc dù còn nghèo nhưng mến khách, lương thiện, cần cù, yêu lao động. Nếu được khai thác sẽ trở thành điểm đến lý tương cho khách du lịch trong nước và nước ngoài, nhất là những du khách ưa mạo hiểm, khám phá du lịch sinh thái.
Nhiều năm trở lại đây, Thái An đã từng bước thay đổi diện mạo, đời sống của nhân dân đã dần ổn định, số hộ nghèo giảm hàng năm từ 8-10%.